# Giacomo Manzù
Giacomo Manzù (vlastním jménem Giacomo Manzoni, 22. prosince 1908 Bergamo – 17. ledna 1991 Ardea u Říma) byl italský sochař, medailista, grafik a kreslíř. Jeho figurativní umění se vždy orientovalo podle přírody, nikdy nebylo zcela abstraktní. V letech 1953 a 1983 získal Cenu Antonia Feltrinelliho. Ačkoliv byl komunista a ateista, byl po smrti papeže Jana XXIII. pověřen vytvořením jeho bronzové posmrtné masky. Jako medailér navrhoval mince Vatikánu a San Marina. Jeho dílem se inspiroval český sochař Zdeněk Němeček. 

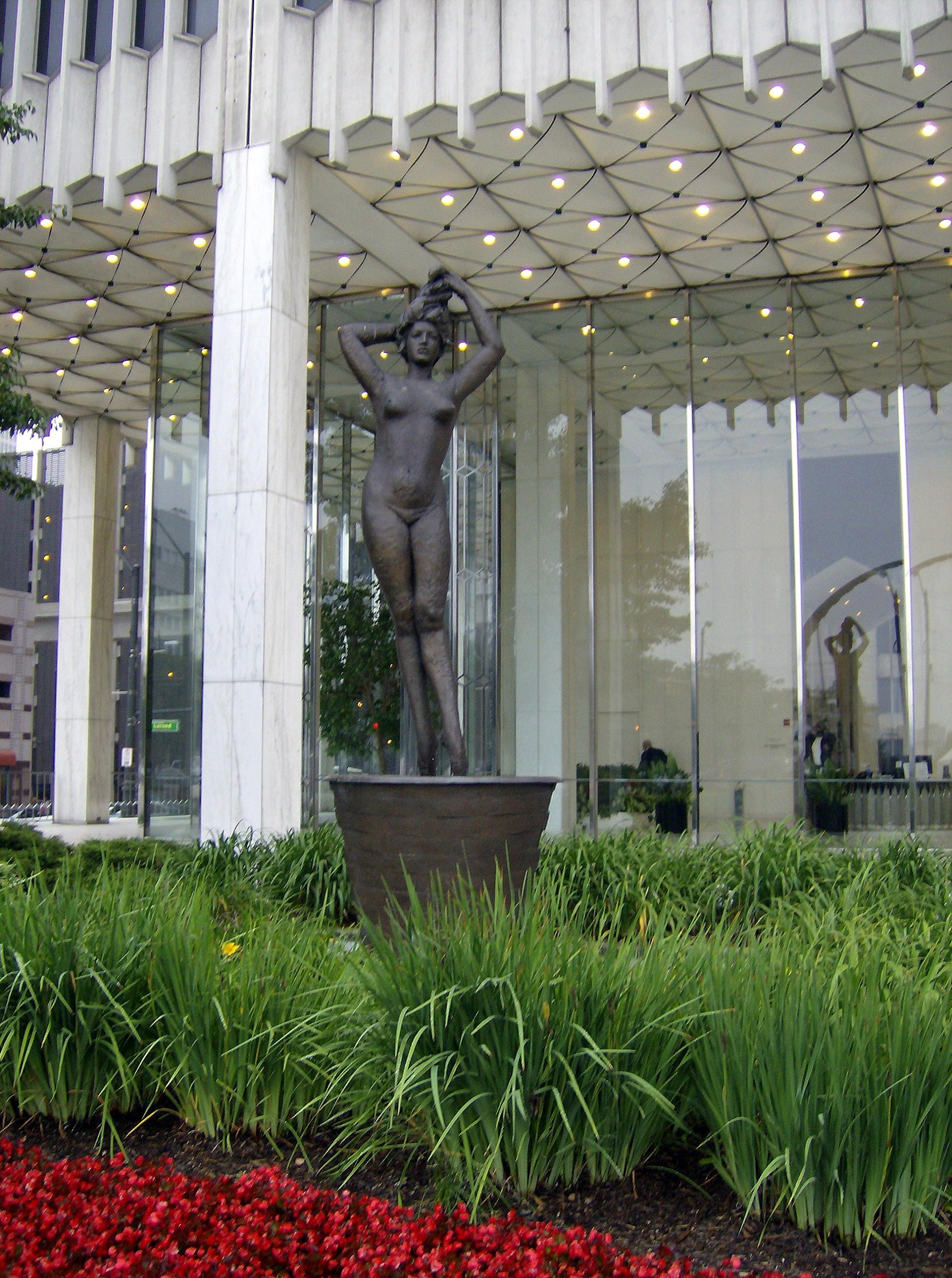
Giacomo Manzù: Passo di Danza (Taneční krok), bronz, 1963, umístěno v Detroitu

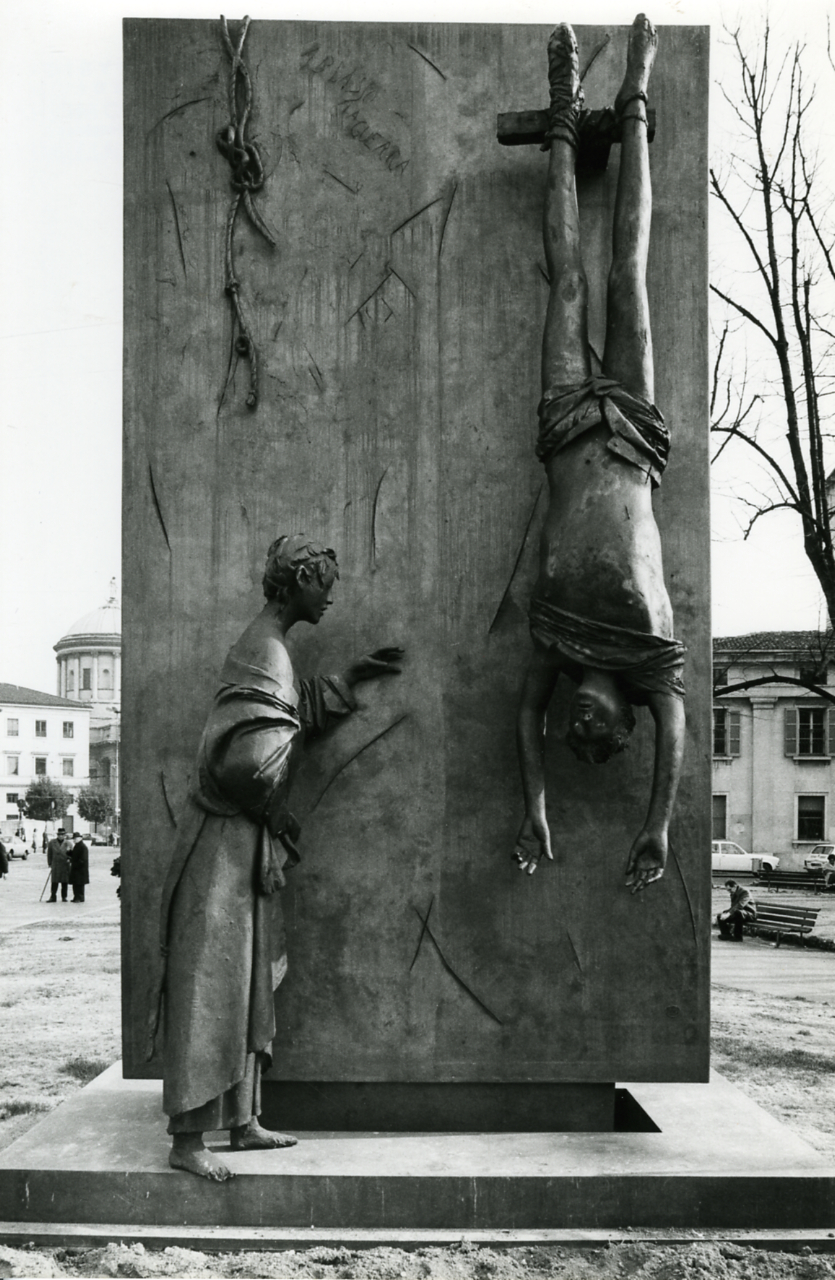
Monumento al partigiano (1977), Bergamo; foto Paolo Monti